# Tour de Pologne 1988
45. edycja wyścigu kolarskiego Tour de Pologne odbyła się w dniach 22–29 lipca 1988. Rywalizację rozpoczęło 124 kolarzy, a ukończyło 92. Łączna długość wyścigu – 996 km.
Pierwsze miejsce w klasyfikacji generalnej zajął Andrzej Mierzejewski (LZS I), drugie Arvid Tammesalu (ZSRR), a trzecie Mieczysław Karłowicz (Moto Jelcz Oława).
Na starcie zabrakło przygotowywanych specjalnie do igrzysk olimpijskich "drużynowców": Leśniewskiego, Halupczoka, Jaskuły i Sypytkowskiego. Bardzo mocną ekipę ZSRR przywiózł ich trener Aleksander Gusiatnikow, ale wyścig rozstrzygnął się już na pierwszym etapie, gdzie czołowa "szóstka" na mecie w Wieluniu osiągnęła cztery i pół minuty przewagi nad peletonem (ci sami zawodnicy utworzyli trzon klasyfikacji indywidualnej na mecie TdP).
Sędzią głównym wyścigu był Dariusz Godlewski.

## Etapy
| Etap     | Data     | Start - meta       | Długość (km)            | Typ         | Zwycięzca etapu        | Lider                |
| prolog   | 22 lipca | Warszawa           | 3,2                     | płaski      | Sławomir Krawczyk      | Sławomir Krawczyk    |
| I etap   | 23 lipca | Żyrardów – Wieluń  | 195                     | płaski      | Zbigniew Ludwiniak     | Zbigniew Ludwiniak   |
| II etap  | 24 lipca | Wieluń - Kluczbork | 56 (jazda druż. na czas | płaski      | ZSRR                   | Zbigniew Ludwiniak   |
| III etap | 25 lipca | Kluczbork – Głogów | 196                     | pagórkowaty | Jan Magosz             | Zbigniew Ludwiniak   |
| IV etap  | 26 lipca | dookoła Głogowa    | 177                     | pagórkowaty | Jacek Bodyk            | Zbigniew Ludwiniak   |
| V etap   | 27 lipca | Lubin - Nysa       | 160                     | płaski      | Krzysztof Brzeźny      | Arvid Tammesalu      |
| VI etap  | 28 lipca | dookoła Nysy       | 178                     | pagórkowaty | Dżamolidin Abdużaparow | Arvid Tammesalu      |
| VII etap | 29 lipca | Nysa - Nysa        | 31 (jazda ind. na czas) | pagórkowaty | Dżamolidin Abdużaparow | Andrzej Mierzejewski |

## Końcowa klasyfikacja generalna

### Klasyfikacja indywidualna
| Poz. | Zawodnik               | Kraj   | Zespół           | Czas (średnia km/h)       |
| ---- | ---------------------- | ------ | ---------------- | ------------------------- |
| 1.   | Andrzej Mierzejewski   | Polska | LZS I            | 22h 43' 46" (43,593 km/h) |
| 2.   | Arvid Tammesalu        | ZSRR   | ZSRR             | +00' 41"                  |
| 3.   | Mieczysław Karłowicz   | Polska | Moto Jelcz Oława | +01' 23"                  |
| 4.   | Zdzisław Wrona         | Polska | Polska           | +01' 31"                  |
| 5.   | Marian Gołdyn          | Polska | Dolmel Wrocław   | +01' 53"                  |
| 6.   | Zbigniew Ludwiniak     | Polska | Legia I          | +02' 20"                  |
| 7.   | Sławomir Krawczyk      | Polska | Legia I          | +02' 37"                  |
| 8.   | Dżamolidin Abdużaparow | ZSRR   | ZSRR             | +02' 56"                  |
| 9.   | Jan Magosz             | Polska | LZS I            | +03' 01"                  |
| 10.  | Janusz Domin           | Polska | LZS I            | +05' 17"                  |

### Klasyfikacja drużynowa
| 1. | Legia I          | 224 pkt |
| 2. | ZSRR             | 231 pkt |
| 3. | LZS I            | 389 pkt |
| 4. | Polska           | 400 pkt |
| 5. | Moto Jelcz Oława | 497 pkt |

### Klasyfikacja najaktywniejszych
| 1. | Jacek Bodyk       | Polska | 36 pkt |
| 2. | Janusz Domin      | Polska | 29 pkt |
| 3. | Siergiej Uszakow  | ZSRR   | 18 pkt |
| 4. | Zdzisław Wrona    | Polska | 17 pkt |
| 5. | Sławomir Krawczyk | Polska | 17 pkt |

### Klasyfikacja punktowa
(od 2005 roku koszulka granatowa)
| 1. | Dżamolidin Abdużaparow | ZSRR   | 56 pkt  |
| 2. | Zdzisław Wrona         | Polska | 96 pkt  |
| 3. | Dmitrij Konyszew       | ZSRR   | 114 pkt |
| 4. | Zbigniew Ludwiniak     | Polska | 121 pkt |
| 5. | Sławomir Krawczyk      | Polska | 123 pkt |

### Klasyfikacja górska
| 1. | Siergiej Uszakow     | ZSRR   | 15 pkt |
| 2. | Radosław Romanik     | Polska | 7 pkt  |
| 3. | Dmitrij Konyszew     | ZSRR   | 4 pkt  |
| 4. | Andrzej Mierzejewski | Polska | 3 pkt  |
| 5. | Krzysztof Brzeźny    | Polska | 3 pkt  |